# U-571
U-571 ist ein US-amerikanischer Kriegsfilm aus dem Jahr 2000, der von der (fiktiven) Erbeutung der geheimen Verschlüsselungsmaschine Enigma an Bord eines deutschen U-Bootes durch die US Navy während des Zweiten Weltkriegs handelt. Der Film erhielt 2001 den Oscar für den besten Tonschnitt.

## Handlung
Im Frühjahr 1942 greift das deutsche U-Boot U-571 im Atlantik ein alliiertes Frachtschiff an, bevor es von einem alliierten Kriegsschiff entdeckt und mit Wasserbomben bekämpft wird. Das U-Boot wird dabei beschädigt, und auch der Leitende Ingenieur sowie das übrige technische Personal kommen dabei um. So treibt das Boot manövrierunfähig und funkt verschlüsselt um Hilfe. Die Amerikaner hören das Signal ab; obwohl sie es wegen der Verschlüsselung nicht verstehen, vermuten sie anhand von Einpeilung und zuletzt gemeldeter Position, dass U-571 manövrierunfähig ist, zumal laut Informationen der Résistance ein Versorgungs-U-Boot den Kriegshafen von Lorient verlassen hat, um es zu retten.
Die United States Navy entsendet daraufhin ihr eilig als deutsches Versorgungs-U-Boot getarntes S-33, um U-571 zu entern und die an Bord befindliche Enigma-Verschlüsselungsmaschine zu erbeuten. Major Coonan und ein weiterer Mitarbeiter des Office of Naval Intelligence sollen dabei vom Ersten Offizier Tyler, dem Chief des Boots und einigen Seeleuten unterstützt werden. Beim Enterversuch werden die in Kriegsmarine-Uniformen verkleideten Amerikaner zwar von den Deutschen erkannt, können aber trotz einiger Verluste U-571 übernehmen und die Enigma sichern. Die deutschen Gefangenen werden auf S-33 gebracht. Inzwischen ist allerdings das echte deutsche Versorgungs-U-Boot eingetroffen: Es torpediert S-33 und versenkt es.
Die US-Seeleute können mit U-571 abtauchen und das Versorgungs-U-Boot mit Torpedos versenken. An der Wasseroberfläche suchen sie nach Überlebenden und nehmen den afroamerikanischen Kochsmaat Carson und den deutschen Kommandanten von U-571 auf, der sich aber nicht als solcher zu erkennen gibt, er behauptet, Elektriker zu sein. Mit eigentlich zu geringer Besatzung versuchen sie, England zu erreichen. Obwohl mit der Technik nicht vertraut, gelingt es dem technisch erfahrenen US-Maschinisten Clemens, den Schiffsdiesel zu reparieren. Als sie auf einen deutschen Zerstörer treffen, verkennt dieser zunächst die Situation. Es gelingt ihnen durch einen gezielten Schuss mit der Bordkanone, den Funkraum des Zerstörers außer Gefecht zu setzen und so dessen Funkverkehr nach Deutschland zu unterbinden. Mit einem gewagten Tauchmanöver unter dem Zerstörer hindurch gelingt zunächst die Flucht. Der deutsche Kapitän wird bei einem Sabotageakt ertappt und tötet einen Soldaten. Der Zerstörer wirft Wasserbomben. U-571 stößt über die Torpedorohre Ladung, Öl und den Toten ab, um so vorzutäuschen, dass das U-Boot zerstört sei. Die List scheint zu gelingen, doch dann morst der gefesselte deutsche Kommandant dem Zerstörer mittels Klopfen an die U-Boot-Wand die Position. Er wird erschlagen. U-571 muss schwer beschädigt auftauchen, kann aber mit seinem letzten Torpedo den Zerstörer versenken.
Die Überlebenden steigen mit der erbeuteten Enigma-Maschine aus dem sinkenden U-Boot in ein Schlauchboot und werden später von einem Catalina-Flugboot gerettet.

## Kritiken
Der Film erhielt in den USA allgemein gute Kritiken. Rotten Tomatoes wertete 78 von 116 Rezensionen als positiv (67 %) und fasste diese dahingehend zusammen, dass exzellente Filmtechnik und ein interessanter Plot begleitet von einer begabten Besetzung und Crew den Film zu einem spannenden Thriller mache. („Excellent cinematography and an interesting plot accompanied by a talented cast and crew make U-571 a tense thriller.“) Der Film war auch kommerziell ein Erfolg.
In Deutschland und Großbritannien fielen die Kritiken eindeutig negativer aus. Im oft gezogenen Vergleich zu Das Boot schnitt U-571 fast durchweg deutlich schlechter ab. Häufig wurde bemängelt, dass versucht worden sei, den stilbildenden Klassiker des Genres zu kopieren – mit dem Unterschied, dass die Helden zur Befriedigung der patriotischen Gefühle des heimischen Hauptmarktes Amerikaner seien. Die historische Darstellung wurde oft als völlig unrealistisch beschrieben, auch wenn der Film von Seiten der Dramaturgie und Ton durchaus seine Stärken habe.

Die Rhein-Zeitung schrieb: 

„Originelle Kameraperspektiven und eine authentische Geräuschkulisse sorgen dafür, dass der [Film] realistisch wirkt und den Zuschauer in seinen Bann zieht. […] An Wolfgang Petersens Klassiker ‚Das Boot‘ kommt ‚U-571‘ allerdings nicht heran. Dazu ist die Geschichte einer tollkühnen Crew der Alliierten, die im Kriegsjahr 1942 gezwungenermaßen in einem deutschen U-Boot eine gefährliche Mission erfüllen muss, wohl zu heroisch angelegt.“

Das Online-Filmmagazin Filmstarts urteilte: 

„Nur wer keinen psychologischen Tiefgang erwartet, sich einfach zwei Stunden an solider Pyrotechnik erfreuen will und das Hirn auf Standby schaltet, wird an ‘U-571’ einen Anflug von Freude haben. Dem Film ist seine Ausrichtung auf die amerikanischen Zielgruppe hin leider sehr genau anzumerken – und die Amerikaner wollen halt so wenig wie möglich nachdenken. Die bessere Wahl ist es eh, sich Wolfgang Petersens Klassiker ‘Das Boot’ auch zum 20. Mal anzusehen, anstatt seine Zeit mit ‘U-571’ zu verschwenden.“

The Guardian bemängelte die zweitklassige und rein amerikanische Besetzung mit Matthew McConaughey, Harvey Keitel, Jon Bon Jovi und anderen und bezeichnete den Film als Entweihung des Andenkens der Royal-Navy-Angehörigen, die in der geschichtlichen Wirklichkeit die erste Enigma-Maschine von einem deutschen U-Boot erbeutet hatten.

## Auszeichnungen
- 2001: Oscar für den besten Tonschnitt.
- 2001: Oscarnominierung für den besten Ton

## Historischer Hintergrund

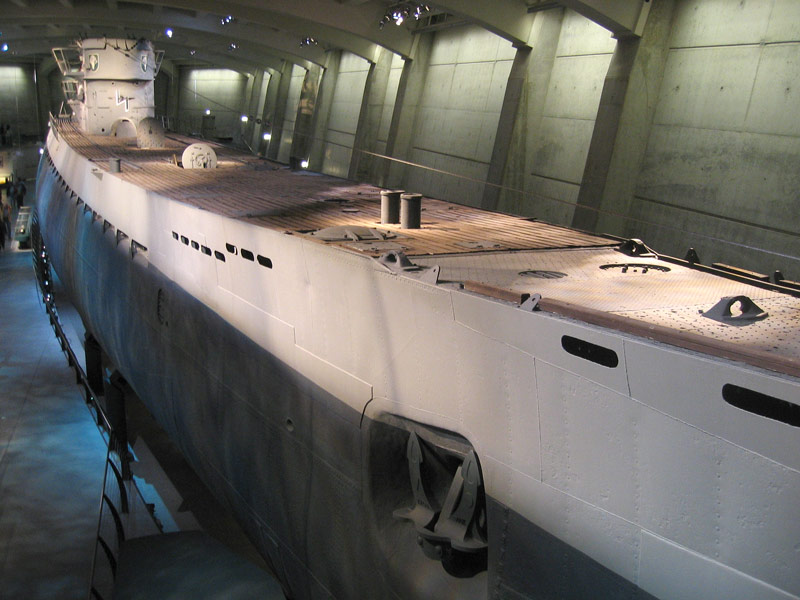
Das deutsche U-Boot U 505 im Museum of Science and Industry in Chicago

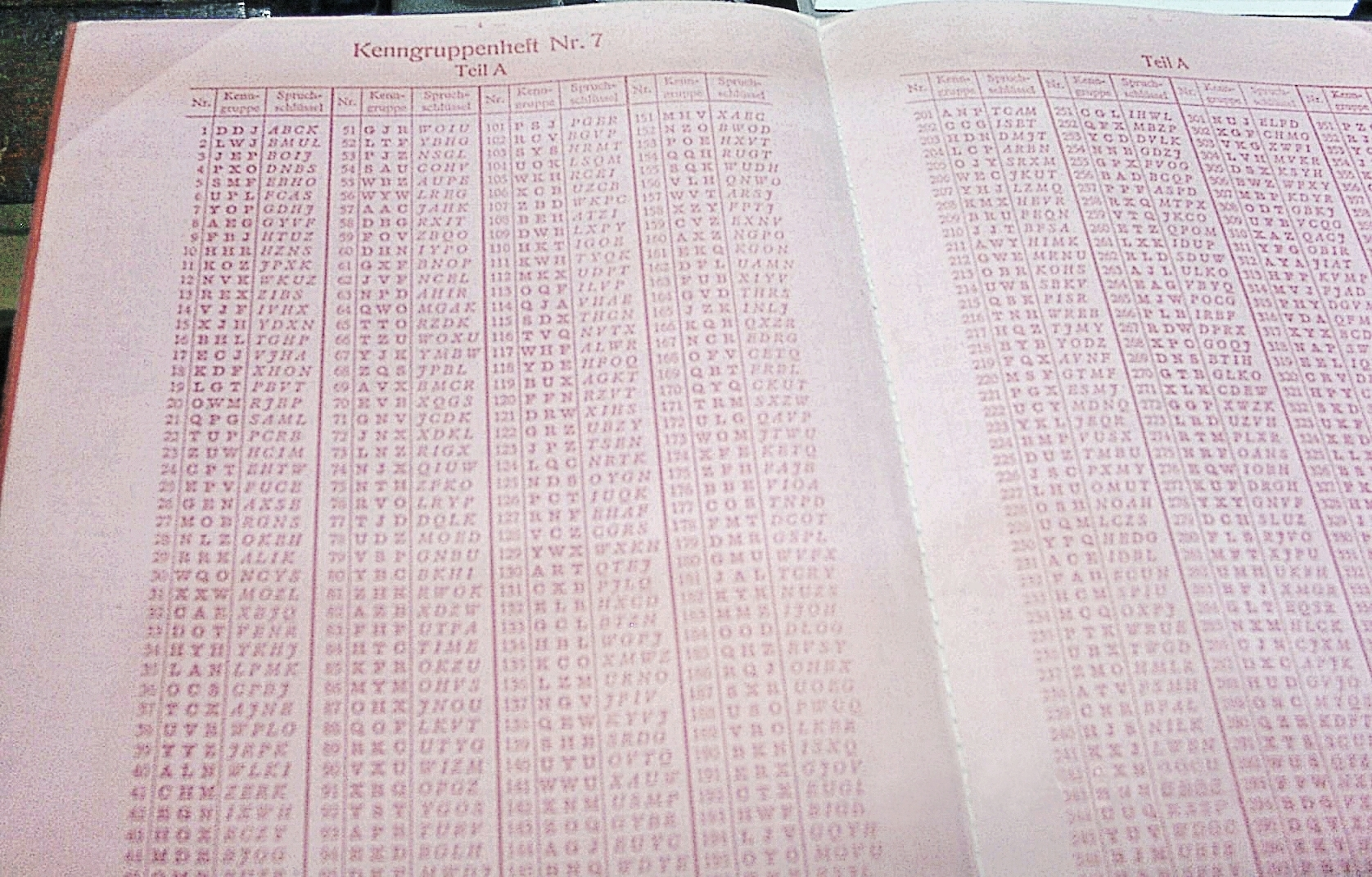
Das aus U 505 erbeutete Kenngruppenheft war mit wasserlöslicher roter Tinte auf rosafarbenem Löschpapier gedruckt, um es im Fall von Gefahr schnell vernichten zu können.

Die Handlung des Films ist weitgehend fiktiv: So wurde das echte U 571 1944 westlich von Irland von einem Sunderland-Flugboot versenkt. Mit der Erschießung alliierter Schiffbrüchiger hatte es nichts zu tun, dies erfolgte durch U 247 und U 852. S-33 diente während des ganzen Krieges im Pazifik. Real war jedoch das Bemühen der Alliierten, die geheimen deutschen Verschlüsselungsmaschinen zu erbeuten:
- Am 9. Mai 1941 brachte der britische Zerstörer Bulldog U 110 auf und erbeutete dabei eine intakte Enigma-M3-Maschine samt Codebüchern.[7]
- Am 30. Oktober 1942 enterte ein Prisenkommando des Zerstörers Petard das deutsche U-Boot U 559 und erbeutete wichtige geheime Schlüsselunterlagen wie Kurzsignalheft und Wetterkurzschlüssel, mit deren Hilfe es die Codeknacker im englischen Bletchley Park schafften, auch die Enigma-M4 zu überwinden.[8]
- Im Juni 1944 erbeutete die Pillsbury U 505 samt Enigma-Maschine und Verschlüsselungsdokumenten.

Im Abspann des Films werden die historischen Akteure des Kampfes um die Enigma gewürdigt. David Balme, der als Offizier der Royal Navy das Enterkommando anführte, das damals U 110 aufbrachte, war in die Produktion des Films eingebunden. Er bezeichnete U-571 als großartigen Film und räumte ein, dass er ohne Amerikanisierung der Handlung nicht finanzierbar gewesen wäre.